# News zero
《news zero》是日本電視台及其聯播網自2006年10月2日起在平日深夜時段播出的新聞節目，内容涵盖政治、经济、社会、娱乐、体育消息。節目啟用立體聲廣播（2012年4月以後），并採用高清畫質播出（僅限地面電視）。節目縮寫為“zero”。2018年9月29日以前，节目名以大写“NEWS ZERO”表示。

## 历史

### 村尾信尚时期
《NNN今日事件》于2006年9月29日停播后，日本电视台于同年10月2日开播《NEWS ZERO》，周一至周四22:54-23:55、周五23:30-次日0:25播出，而原先在《今日事件》邻近时段播出的体育栏目（《どんまい!! VARIETYSHOW&SPORTS》、《SPORTS MAX》、《体育人》）也由《NEWS ZERO》代替。节目制作采用節目组制度，参与制作的人员既有新闻部人员，也有来自体育及信息部、制作综艺节目及电视剧的部门的员工。
节目第一代主播为村尾信尚，曾担任大藏省官员、关西学院大学大学院教授。其他主持人包括新闻播报员铃江奈奈、副主播小林麻央（周一至周四）、大石惠（周五），以及体育主播铃木崇司，周一至周四各有一名特约主持人参与节目，周一为樱井翔、周二为竹内薰、周三为长嶋一茂、周四为川原亚矢子，此外节目也邀请知花鞍罗担任播报员。
2007年秋季，节目替换部分主持人，其中播报员知花鞍罗在9月18日离开节目，10月2日起板谷由夏开始担任周二特约主持人，10月5日起八木依子开始担任周五副主播。同年10月1日起，周一至周四的《NEWS ZERO》延长3分钟至23:58结束。
2008年10月3日起，周五推迟至23:55开始，至次日0:55结束，总时长增加5分钟。长嶋一茂及八木依子也在当周离开节目，之后周三特约主持人及周五副主播的位置一度空缺。
2009年10月2日起，由于铃江奈奈开始兼任周五节目《真相报道 番记者！》副主播，《NEWS ZERO》周五新闻播报员由日本电视台播音员松尾英里子担任，周五副主播由记者七尾藍佳担任，此外由于周五的前一档节目《另一个天空》提前播出，周五版《NEWS ZERO》提前至23:30播出。
2010年3月底，小林麻央因婚事离开节目，4月1日起，周一至周四副主播由铃江奈奈担任，松尾英里子担任周一至周五新闻播报员，此后小提琴家宮本笑里加入节目，主持周二“@CULTURE”专栏。同年4月2日起，因周五开播综艺节目《恋爱的烦恼》，周五版《NEWS ZERO》推迟至23:58开播。
2011年3月26日，七尾蓝佳转职彭博新闻社记者，原每日放送播音员八木早希接任周五副主播。
2012年4月2日起，由于松尾英里子离职，和冉千秋加入节目，担任周一至周四副主播，铃江奈奈兼任周五新闻播报员，直至同年7月6日德岛绘里香开始担任周五新闻播报员。4月3日起，演员桐谷美玲开始担任周二特约主持人，宫本笑里改为每月出场一次。节目片头在4月2日更换，演播室的大屏尺寸加大，节目开始提供实时字幕（隐藏字幕），至此日本电视台在地面数字电视实现全日播出时段字幕覆盖，此前《NEWS ZERO》曾在2011年3月3日“耳之日”提供实时字幕。
铃江奈奈、德岛绘里香于2013年3月底离开节目。同年4月1日，右松健太接任新闻播报员，山岸舞彩接任周一至周四副主播，节目也开始单独设立天气预报员，由矶贝初奈担任。此外，节目开始定期邀请作家乙武洋匡探讨教育问题，每月出场一次左右。节目包装在同日更换，演播室改用新设计。
2013年9月30日起，因前一节目延长6分钟，《NEWS ZERO》周一至周四播出时间调整至23:00-23:59。
2014年3月底，周五副主播八木早希、天气预报员矶贝初奈离开节目，自3月31日起分别由久野静香、盐川菜摘（周五除外）接任。
2015年4月1日，节目更换片头动画。4月3日起，由于周五的前一节目《未来剧场》完结，周五版《NEWS ZERO》回归23:30播出，时长不变。
2015年9月，因山岸舞彩隐退，久野静香自10月5日起接任周一至周四副主播，与久野同期入职日本电视台的杉野真实开始担任周五副主播。
2016年3月底，新闻播报员右松健太、天气预报员盐川菜摘离开节目。3月28日，久野静香、杉野真实分别接替周一至周四、周五新闻播报员，而副主播则由原NHK播音员、獨協医科大学教员小正裕佳子担任，此外良原安美（周一、周二）、井上清華（周三、周四）接任天气预报员，搞笑艺人又吉直树、原花样滑冰选手高桥大辅加入节目担任嘉宾。
良原安美、井上清华两名天气预报员于2017年3月底离开节目。4月3日起，田中瞳开始担任周一至周四天气预报员。当周，日本电视台播音员川畑一志加入节目组，担任周五体育主播，此外杉山瑟琳娜加入节目，担任周五文化栏目主持人，兼任周五天气预报员。同年9月底，久野静香离开节目，日本电视台播音员岩本乃苍接任周一至周四新闻播报员。
2018年3月底，田中瞳离开节目。4月3日起，周一至周四天气预报员由今井美樱接替。此外高桥大辅也离开节目。

### 有働由美子时期
2018年9月29日，担任节目主播12年的村尾信尚正式退休。同年10月1日起，原先供职于NHK的有働由美子开始担任本节目主播。节目的其他主持人大多更换，原先的主持人除岩本乃苍、樱井翔外均离开节目组，畑下由佳担任周五新闻播报员，体育主播由山本纮之（周一至周三）、弘龙太郎（周四及周五）担任，文化及天气环节由市来玲奈（周一至周三）、河西步果（周四及周五）主持。此外，从2012年4月开始不定期出场的板谷由夏在9月19日最后一次参与节目，周二特约主持人桐谷美玲在9月25日最后一次出场，又吉直树在9月26日最后一次参与节目。10月2日起，筑波大学准教授落合陽一开始担任周二联合主持人。
节目也在10月1日更换包装设计，名称改用小写“news zero”表示，演播室也重新装修，首次使用圆形屏幕，而为了贯彻“与观众对话的新闻”的理念，节目尝试从社交媒体挑选观众留言并播出。
2019年春季，周五版《news zero》的“周五特辑”播出时间缩短，增加新闻及体育消息的比重。同年9月27日，市来玲奈调至早间节目《Oha!4 NEWS LIVE》及傍晚节目《news every.》，周一至周三文化及天气环节由岩本乃苍兼任。
2019年10月28日，节目更换包装，演播室改造。同日，河出奈都美接任周一至周三文化及天气主持人。10月30日，女大学生辻愛沙子加入节目，担任周三联合主持人。
2020年10月3日，原日本橄榄球代表广濑俊朗开始担任周四联合主持人，村上Natsumi开始担任周四及周五天气预报员。

## 目前主持人
| 週一                   | 週二     | 週三       | 週四       | 週五       |
| 主播                   | 主播     | 主播       | 主播       | 主播       |
| ---------------------- | -------- | ---------- | ---------- | ---------- |
| 藤井貴彦               | 藤井貴彦 | 藤井貴彦   | 藤井貴彦   | 佐藤梨那   |
| 新聞播報員（助理主播） |          |            |            |            |
| 瀧菜月                 | 瀧菜月   | 佐藤梨那   | 佐藤梨那   | 山本紘之   |
| 主播                   | 夥伴     | 夥伴       | 夥伴       | 演員       |
| 櫻井翔                 | 長濱禰留 | 板垣李光人 | 津川惠里   | （不定期） |
| 現場播報員             |          |            |            |            |
| 大町怜央               | 大町怜央 | 山本里咲   | 山本里咲   | （不在）   |
| 體育播報員             |          |            |            |            |
| （不在）               | 小髙茉緒 | 小髙茉緒   | 小髙茉緒   | 小髙茉緒   |
| 天氣播報員             |          |            |            |            |
| 市村紗弥香             |          |            |            |            |
| 新聞解説（解説委員）   |          |            |            |            |
| （不在）               | 小栗泉   | 小栗泉     | 小栗泉     | （不在）   |
| 旁白                   |          |            |            |            |
| 荒井聡太               | 荒井聡太 | 小野友樹   | 駒田航     | 駒田航     |
| 新井麻希               | 新井麻希 | 青木瑠璃子 | 井上麻里奈 | 井上麻里奈 |
| 林高也                 |          |            |            |            |

### 播報員
主播 ※缺席時由新聞播報員代理。
- 藤井貴彥（日语：藤井貴彦）（週一 - 週四）

自2024年4月1日起。
- 佐藤梨那（日语：佐藤梨那）（週五）※也負責節目播出前的預告旁白[註 4]。

自2023年4月7日起擔任週五的主要播報員。
新聞播報員（助理主播）※也擔任文化播報員。缺席時由體育播報員代理。
- 瀧菜月（週一 - 週二）※也負責節目播出前的預告旁白。

自2021年3月29日起。至2024年3月26日為止負責週一、週五的播報。
- 佐藤梨那（週三 - 週四）※也負責節目播出前的預告旁白。

自2023年4月5日起。至2024年3月28日為止負責週三、週四的播報。
- 山本紘之（週五）

自2024年4月5日起。
週一主播
- 櫻井翔

自2006年10月2日起，為節目開播以來唯一仍持續主持此節目的成員。

週二夥伴
- 長濱禰留

自2025年1月7日起。

週三夥伴
- 板垣李光人

自2025年1月8日起。

週四夥伴
- 津川惠里（日语：津川惠里）

自2025年1月9日起。

週五演員
- 不定期在體育單元出場。

現場播報員
- 大町怜央（週一、週二）

自2024年4月1日起。

- 山本里咲（週三、週四）

自2024年4月3日起。
體育播報員 ※缺席時由新聞播報員代理。
- 小髙茉緒（週一 - 週五）

自2023年4月4日起，至2024年3月28日為止只於週二、週四擔任。
天氣播報員 ※缺席時由新聞播報員代理。
- 市村紗弥香

自2023年4月3日起。

### 評論員
新聞評論員（日本電視台解說委員）
- 小栗泉（週二 - 週四）

自2019年10月30日起，2020年9月30日為止擔任担当局副部長兼政治部長，至2024年3月28日為止只負責週三、週四。
（為節目前身NNN今日事件的末期主要播報員）
足球評論員 ※不定期出現
- 北澤豪（前足球選手）

棒球評論員 ※不定期出現
- 高橋由伸（前職業棒球選手，原讀賣巨人監督、讀賣巨人棒球隊特別顧問。）

自2019年4月2日開始，代替山本昌的職務。
兼任日本電視台與體育報知的棒球評論員。
氣象評論員（氣象預報士）※不定期出現
- 松並健治[註 5][19]
- 伊藤宏幸

## 播出時間
- 全為日本標準時間。有時會因特殊節目編排而調整播出時間。

| 期間       | 期間       | 週一 - 週四           | 週五                     |
| ---------- | ---------- | --------------------- | ------------------------ |
| 2006.10.02 | 2007.09.28 | 22:54 - 23:55（61分） | 23:30 - 隔日0:25（55分） |
| 2007.10.01 | 2008.09.26 | 22:54 - 23:58（64分） | 23:30 - 隔日0:25（55分） |
| 2008.09.29 | 2009.09.26 | 22:54 - 23:58（64分） | 23:55 - 隔日0:55（60分） |
| 2009.09.28 | 2010.03.27 | 22:54 - 23:58（64分） | 23:30 - 隔日0:30（60分） |
| 2010.03.29 | 2013.09.27 | 22:54 - 23:58（64分） | 23:58 - 隔日0:58（60分） |
| 2013.09.30 | 2015.03.28 | 23:00 - 23:59（59分） | 23:58 - 隔日0:58（60分） |
| 2015.03.30 | 目前       | 23:00 - 23:59（59分） | 23:30 - 隔日0:30（60分） |

- 本節目雖然只於平日播出，但週五的播出時間會跨越週六凌晨，這意味著唯一不播出本節目的日子為週日。
- 會因週五影院（日语：金曜ロードショー）[註 6]、體育賽事直播（日语：スポーツ中継）[註 7]等節目的播出時間延長或節目採用特殊編排，本節目的播出時間最久會延後40分鐘開始[20][21][22]。
- 每年6月的日本電視台eco週（日语：日テレ系ecoウィーク）期間因播出生態與環境問題等相關特集（2012年為止），或因每年12月日本電視台直播國際足總世界杯的特集時，節目的播出時間皆會延長10分鐘。此外，於夏季、冬季奧運與國際足總世界杯期間時，會因播出3 - 4間的日本聯盟（日语：ジャパンコンソーシアム）共同贊助商提供的賽事回顧節目並作為單元於節目內播出，節目的播出時間亦會延長10分鐘。
- 自節目開播開始，本節目於年末年始時皆會因特殊節目編排而暫停播出約一週。除了與12月31日重疊時，否則節目停播時會於23時或隔日0時時段播出代替的《NNN新聞》或《NNN新聞&體育（日语：NNNニュース&スポーツ）》[註 8][23]。

## 節目內容
時間為約略值，實際進行時間可能會略有不同。（）內為週五的播出時間。
| 時段           | 單元                    | 備註                                             |
| -------------- | ----------------------- | ------------------------------------------------ |
| 23:00（23:30） | 開始                    |                                                  |
|                | 新聞                    |                                                  |
|                | 採訪（週一）            | 由櫻井翔負責主持                                 |
|                | zero live               | 由現場播報員從各地現場直播與採訪                 |
|                | 新聞解說（週二 - 週四） | 由小栗泉負責主持                                 |
| 23:30          | zero plus（週一−週四）  | 內容為新聞、文化、體育相關                       |
| （0:00）       | 體育（週五）            |                                                  |
|                | zero shorts             | 快訊                                             |
| 23:50（0:20）  | zero 天氣               | 全國、關東（地方）的天氣預報                     |
|                | zero life               | 生活情報（此單元只有在關東地區等一部分地區播出） |
| 23:57（0:28）  | zero choice             | 結尾                                             |
| 23:57（0:29）  | 節目結束                |                                                  |

## 備註